# DB Regio Rheinland
Die DB Regio Rheinland GmbH war eine 2003 unter dem Namen DB Heidekrautbahn GmbH in Potsdam gegründete Tochtergesellschaft von DB Regio. Die Gesellschaft wurde im August 2011 mit DB Regio NRW verschmolzen.

## Unternehmensgeschichte
Die DB Heidekrautbahn wurde ursprünglich mit dem Ziel gegründet, die Ausschreibung für die sogenannte Heidekrautbahn in Brandenburg zu gewinnen. Nachdem die Ausschreibung nicht gewonnen werden konnte, ruhte das Unternehmen für drei Jahre.
Die DB Heidekrautbahn wurde 2007 wieder aktiviert, um sich an der Ausschreibung für den Rhein-Sieg-Express in Nordrhein-Westfalen zu beteiligen. Am 21. April 2008 wurde bekannt, dass die DB Heidekrautbahn den Zuschlag erhalten hat. Das Unternehmen konnte sich gegen zwei Konkurrenten durchsetzen: die 2006 eigens zu diesem Zweck gegründete Westigo, eine Tochter der Kölner Verkehrsbetriebe, und die bereits in Rheinland-Pfalz aktive Trans Regio, ein Unternehmen der Düsseldorfer Rheinbahn und der französischen Eurailco. Die eigentlich für den Betrieb von Nahverkehrszügen in NRW zuständige Bahntochter DB Regio NRW hatte zugunsten ihrer Schwestergesellschaft auf eine Teilnahme verzichtet. Die Strecke sollte mit Triebzügen vom Typ Bombardier Talent 2 betrieben werden. Dazu wurden beim Hersteller Bombardier insgesamt 15 Talent 2-Triebzüge bestellt. Außerdem wurden 8 Doppelstockwagen bestellt und 3 Loks der Baureihe 120 von DB Fernverkehr übernommen.
Ferner hatte sich das Unternehmen bei der Ausschreibung für rechtsrheinischen Strecke Frankfurt (Main)–Wiesbaden–Koblenz beworben, unterlag dabei jedoch gegen VIAS, ein Unternehmen der Stadtwerke Frankfurt und der Rurtalbahn.
Bei der Ausschreibung der Regio-S-Bahn Bremen/Niedersachsen legte die DB Widerspruch gegen die Vergabeentscheidung zugunsten der tarifgebundenen NordWestBahn ein, da der NWB die Einhaltung der Tariftreue nicht zugemutet werden könne, und kündigte an, das Netz durch die DB Heidekrautbahn betreiben lassen zu wollen. Die Vergabekammer in Lüneburg entschied im Mai 2008, dass die Vergabeentscheidung aufgrund eines Urteils des Europäischen Gerichtshofs zum Vergaberecht Niedersachsens aufzuheben ist. Gegen diese Entscheidung der Vergabekammer legte die LNVG wiederum Beschwerde beim Oberlandesgericht Celle ein. Nach Verhandlungen vor dem Vergabesenat des Oberlandesgerichts am 15. Juli 2008 legte dieser der DB Regio AG nahe, ihren Antrag zurückzuziehen. Am 25. Juli 2008 gab dann die Deutsche Bahn AG bekannt, dass sie ihren Nachprüfungsantrag zurückziehe. Der Zuschlag für den Ausbau und den Betrieb ab 2010 für das Regio-S-Bahn-Netz ging damit an die Nordwestbahn und endgültig nicht an die DB Heidekrautbahn.
Im Dezember 2008 wurde die DB Heidekrautbahn in DB Regio Rheinland umbenannt und der Firmensitz von Potsdam nach Köln verlegt, um den Bezug zum Rheinland, in dem das Unternehmen aktiv ist, zu verdeutlichen.
Am 23. März 2011 erhielt die DB Regio Rheinland den Zuschlag in der zweiten Ausschreibung des Kölner Dieselnetzes mit insgesamt sieben Linien. Die DB Regio Rheinland hätte im Dezember 2013 für 20 Jahre den Betrieb übernehmen sollen.
Im August 2011 wurde die Gesellschaft dann in die DB Regio NRW eingegliedert. Der Betrieb des Rhein-Sieg-Expresses wurde daher wieder von der DB Regio NRW übernommen, auch der Zuschlag für den Betrieb des Kölner Dieselnetzes fällt an DB Regio NRW. Daher führt diese seit Dezember 2013 den Betrieb durch.

## Strecken
Vertragslaufzeit ab 12/2010 bis ursprünglich 12/2025:
| Linie | Linienname / Teilnetz der Linie           | Linienweg                                      | KBS      | Fahrzeuge im Regelbetrieb                                                                                        |
| ----- | ----------------------------------------- | ---------------------------------------------- | -------- | --- |
| RE 9  | Rhein-Sieg-Express Linie einzeln vergeben | Aachen – Düren – Köln – Siegburg/Bonn – Siegen | 460, 480 | 2 × 111 + 5 Dostos (Sandwich) 120 + 6 Dostos (ein Umlauf) ursprüngliche Planung: 442 120 + 6 Dostos (ein Umlauf) |

Aufgrund der Verzögerungen bei der Lieferung der neuen, bestellten Talent 2-Triebzüge wurden stattdessen weiterhin vor allem Doppelstockwagen mit einer Lok der Baureihe 111 eingesetzt, zur besseren Beschleunigung wurden die Züge meist als Sandwich mit 2 Loks (je vorne und hinten) gefahren. Der Starttermin der neuen Triebzüge war bis zuletzt offen, so dass diese unter DB Regio Rheinland nie eingesetzt wurden.

### Vergaben
Vergebene Vertragslaufzeit 12/2013 – 12/2033:
Noch vor der geplanten Betriebsaufnahme im Dezember 2013 wurde die DB Regio Rheinland im August 2011 auf DB Regio NRW verschmolzen.
| Linie | Linienname / Teilnetz der Linie     | Linienweg                                                 | KBS      | Fahrzeuge im Regelbetrieb |
| ----- | ----------------------------------- | --------------------------------------------------------- | -------- | ------------------------- |
| RE 12 | Eifel-Mosel-Express Dieselnetz Köln | Köln – Euskirchen – Gerolstein – Trier                    | 474      | LINT 54 / LINT 81         |
| RE 22 | Eifel-Express Dieselnetz Köln       | Köln – Euskirchen – Gerolstein                            | 474      | LINT 54 / LINT 81         |
| RB 23 | Voreifel-Bahn Dieselnetz Köln       | Bonn – Euskirchen – Bad Münstereifel                      | 475      | LINT 54 / LINT 81         |
| RB 24 | Eifel-Bahn Dieselnetz Köln          | Köln – Euskirchen – Kall – Gerolstein                     | 474      | LINT 54 / LINT 81         |
| RB 25 | Oberbergische Bahn Dieselnetz Köln  | Köln – Overath – Gummersbach – Meinerzhagen – Lüdenscheid | 459      | LINT 54 / LINT 81         |
| RB 30 | Rhein-Ahr-Bahn Dieselnetz Köln      | Ahrbrück – Remagen – Bonn                                 | 477, 470 | LINT 54 / LINT 81         |
| RB 83 | Eifelbahn Dieselnetz Köln           | Jünkerath – Gerolstein – Trier                            | 474      | LINT 54 / LINT 81         |

## Kritik
Kritiker (u. a. Gewerkschaft Deutscher Lokomotivführer) sahen die DB Regio Rheinland hauptsächlich als Versuch der DB, geltende Tarifverträge zu umgehen und Lohndumping zu betreiben. Auf einer Betriebsversammlung wurden etwa 180 Mitarbeiter der DB Regio NRW aufgefordert, zur damaligen DB Heidekrautbahn zu wechseln, obwohl für die Gesellschaft noch kein Tarifvertrag existierte. Die Gewerkschaften werfen der Deutschen Bahn vor, um etwa 20 % geringere Löhne zahlen zu wollen als im Konzern üblich.